# Copper World Indy 200 2004
Copper World Indy 200 2004 var ett race som var den andra deltävlingen i IndyCar Series 2004. Racet kördes den 21 mars på Phoenix International Raceway. Tony Kanaan tog sig upp i serieledning, genom att vinna racet. Han hade även vunnit på banan i mars 2003, vilket gav honom ett hundraprocentigt facit på banan. Regerande mästaren Scott Dixon fick till det betydligt bättre än i premiären på Homestead, och med en andraplats tog han sig upp på pallen. Dan Wheldon slutade trea för andra racet i rad (tredje om man räknade med säsongfinalen 2003 i Texas).

## Slutresultat
| Plats | Förare            | Team                     | Grid | Kvaltid |
| ----- | ----------------- | ------------------------ | ---- | ------- |
| 1     | Tony Kanaan       | Andretti Green Racing    | 2    | 20,655  |
| 2     | Scott Dixon       | Chip Ganassi Racing      | 5    | 20,765  |
| 3     | Dan Wheldon       | Andretti Green Racing    | 1    | 20,597  |
| 4     | Alex Barron       | Cheever Racing           | 17   | 21,321  |
| 5     | Darren Manning    | Chip Ganassi Racing      | 6    | 20,809  |
| 6     | Hélio Castroneves | Marlboro Team Penske     | 3    | 20,669  |
| 7     | Bryan Herta       | Andretti Green Racing    | 9    | 20,922  |
| 8     | Tora Takagi       | Mo Nunn Racing           | 14   | 21,215  |
| 9     | Buddy Rice        | Rahal Letterman Racing   | 12   | 21,197  |
| 10    | Greg Ray          | Access Motorsports       | 11   | 21,116  |
| 11    | Kosuke Matsuura   | Fernández Racing         | 10   | 21,055  |
| 12    | Mark Taylor       | Panther Racing           | 15   | 21,232  |
| 13    | Scott Sharp       | Kelley Racing            | 19   | 21,414  |
| 14    | A.J. Foyt IV      | A.J. Foyt Enterprises    | 18   | 21,360  |
| 15    | Sam Hornish Jr.   | Marlboro Team Penske     | 4    | 20,696  |
| 16    | Tomas Scheckter   | Panther Racing           | 8    | 20,918  |
| 17    | Dario Franchitti  | Andretti Green Racing    | 7    | 20,822  |
| 18    | Robbie Buhl       | Dreyer & Reinbold Racing | 20   | 21,794  |
| 19    | Ed Carpenter      | Cheever Racing           | 16   | 21,286  |
| 20    | Adrián Fernández  | Fernández Racing         | 13   | 21,211  |